# Minuartia innominata
Minuartia innominata är en nejlikväxtart som beskrevs av Mcneill. Minuartia innominata ingår i släktet nörlar, och familjen nejlikväxter. Inga underarter finns listade i Catalogue of Life.